# Charlotte Melmoth
Charlotte Melmoth, född 1749, död 1823, var en brittisk-amerikansk skådespelare. Hon var verksam i Storbritannien från 1773 och hade där en medelmåttig karriär innan hon år 1793 emigrerade till USA, där hon blev en av sin samtids största scenkonstnärer. Hon har kallats "The Grande Dame of Tragedy on the Early American Stage".
Hon var verksam hos Old American Company på John Street Theatre och Park Theatre in New York 1793-1805, och 1805-12 på Chestnut Street Theatre i Philadelphia. Under de första åren hade hon stor framgång i de ledande kvinnliga rollerna i tragedier. Sedan hon blivit kraftigt överviktig spelade hon matronor, där hon också blev populär. 
Hon avslutade sin scenkarriär 1812, efter att hon året dessförinnan brutit en arm, och drev sedan ett värdshus och därefter en skolpension i New York fram till sin död. 